# 谷特高架桥
谷特高架桥是缅甸掸邦瑙丘的一座铁路高架桥。该桥位于前英国殖民当局夏季首府彬乌伦和掸邦北部的主要城镇腊戍之间。建成时曾是缅甸最高的桥梁，在当时也是世界上最大的铁路桥梁。该桥位于曼德勒东北约100公里。
该桥始建于1899年，由宾夕法尼亚与马里兰桥梁建设公司于1901年建成。 桥梁杆件由宾夕法尼亚钢铁公司制造，从美国装船运到缅甸。建设铁路线被作为了大英帝国为扩大其在该地区影响力的一种方式。该建设项目由缅甸铁路公司的工程师亚瑟·伦德尔负责。

## 桥梁数据

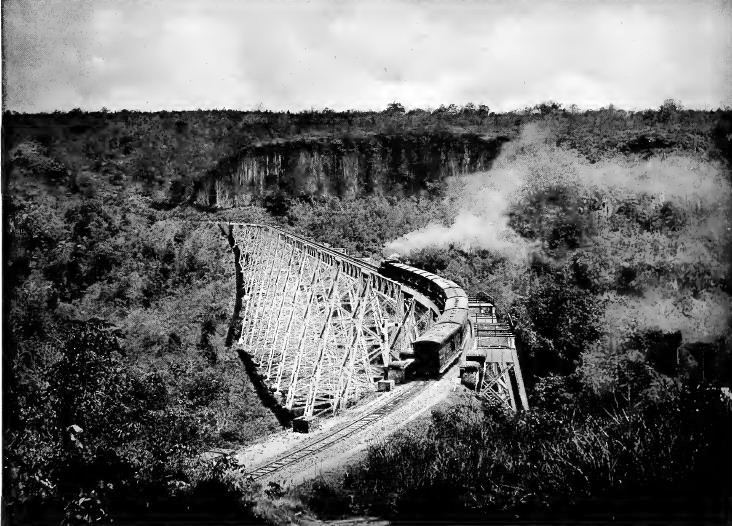
1899年或1900年的谷特高架桥

高架桥全长689（2,260英尺），共设有15座顺桥向宽度为 12（39英尺）的塔墩及一座顺桥向宽度为24（79英尺）的双塔墩。塔墩支撑了跨度为37（121英尺）的桁梁及跨度为18（59英尺）的板梁，此外 还有跨度为12（39英尺）的引桥。该桥的高度约为250（820英尺）。从桥面到最高塔墩下游侧的地面测量的桥梁真实高度为102（335英尺）。大桥建设造价为£111,200。

## 导流
由于从曼德勒到腊戍的线路具有战略价值，在1976年至1978年建造了一条通向谷底的转移路线，即使谷特高架桥被破坏，也能保持列车通行。